# Il barbiere di Siviglia (film)
Il barbiere di Siviglia è un film del 1947 diretto da Mario Costa.
Trasposizione cinematografica dell'omonima opera lirica di Gioachino Rossini.